# U-605
El submarí alemany U-605 va ser un submarí tipus VIIC construït per la Kriegsmarine de l'Alemanya nazi per al servei durant la Segona Guerra Mundial. La seva quilla es va posar el 12 de març de 1941 per Blohm & Voss, Hamburg, amb el número de drassana 581, avarat el 27 de novembre de 1941 i comissionat el 15 de gener de 1942 sota el comandament de l'Oberleutnant zur See Herbert-Viktor Schütze.

## Disseny
Els submarins alemanys de tipus VIIC van ser precedits pels submarins de tipus VIIB més curts. L'U-605 tenia un desplaçament de 769 tones (757 tones llargues) quan estava a la superfície i de 871 tones (857 tones llargues) mentre estava submergit. Tenia una longitud total de 67,10 m (220 peus 2 polzades), una longitud del casc a pressió de 50,50 m (165 peus 8 polzades), una mànega de 6,20 m (20 peus 4 polzades), una alçada de 9,60 m (31 peus 6 polzades) i un calat de 4,74 m (15 peus 7 polzades). El submarí estava propulsat per dos motors dièsel sobrealimentats de sis cilindres i quatre temps Germaniawerft F46, produint un total de 2.800 a 3.200 cavalls de potència (2.060 a 2.350 kW; 2.760 a 3.160 shp) per al seu ús a la superfície, dos motors elèctrics de doble efecte GG UB 720/8 Brown, Boveri & Cie que produïen un total de 750 cavalls de potència (75500 kW); shp) per utilitzar-lo submergit. Tenia dos eixos i dues hèlixs d'1,23 m (4 peus). El vaixell era capaç d'operar a profunditats de fins a 230 metres (750 peus).
El submarí tenia una velocitat màxima en superfície de 17,7 nusos (32,8 km/h; 20,4 mph) i una velocitat màxima submergida de 7,6 nusos (14,1 km/h; 8,7 mph). Quan estava submergit, el vaixell podia operar durant 80 milles nàutiques (150 km; 92 milles) a 4 nusos (7,4 km/h; 4,6 mph); mentre que a la superfície podia viatjar 8.500 milles nàutiques (15.700 km; 9.800 milles) a 10 nusos (19 km/h; 12 mph).
L'U-605 estava equipat amb cinc tubs de torpedes de 53,3 cm (21 polzades) (quatre muntats a la proa i un a la popa), catorze torpedes, un canó naval SK C/35 de 8,8cm (3,46 polzades), 220 projectils i un canó antiaeri C/30 de 2 cm (0,79 polzades). El vaixell tenia una tripulació de d'entre 44 i 60 oficials i mariners.

## Historial de servei
La carrera del vaixell va començar amb l'entrenament a la 5a Flotilla d'U-boot el 15 de gener de 1942, seguit del servei actiu l'1 d'agost de 1942 com a part de la 9a Flotilla. Només tres mesos després, va ser transferit a la 29a Flotilla, operant des de La Spezia, per a operacions al mar Mediterrani durant la resta del seu servei.
En tres patrulles va enfonsar tres vaixells mercants, amb un total de 8.409 tones de registre brut  (TRB).

### Llopades
El U-605 va participar en tres llopades, concretament:
- Steinbrinck (7 – 11 d'agost de 1942)
- Lohs (11 – 26 d'agost de 1942)
- Tümmler (1-11 d'octubre de 1942)

### Destí
El U-605 va ser enfonsat el 14 de novembre de 1942 al mar Mediterrani, a la posició 36° 20′ N, 01° 01′ O / 36.333°N,1.017°O, per {{càrrega de profunditat|càrregues de profunditat]] d'un bombarder Hudson de la RAF. Es van perdre tots els tripulants.

## Resum de l'historial d'atacs
| Data               | Nom         | Nationalitat | Tonatge | Destí    |
| ------------------ | ----------- | ------------ | ------- | -------- |
| 3 d'agost de 1942  | Bombay      | Regne Unit   | 229     | Enfonsat |
| 25 d'agost de 1942 | Katvaldis   | Regne Unit   | 3,163   | Enfonsat |
| 25 d'agost de 1942 | Sheaf Mount | Regne Unit   | 5,017   | Enfonsat |